# Pseudoterpna ramburaria
Pseudoterpna ramburaria är en fjärilsart som beskrevs av Charles Oberthür 1916. Pseudoterpna ramburaria ingår i släktet Pseudoterpna och familjen mätare. Inga underarter finns listade.